# Ceboruco
Ceboruco – aktywny stratowulkan w Meksyku, w stanie Nayarit, w gminie Jala, wchodzący w skład Kordyliery Wulkanicznej.
Przypuszcza się, że największa erupcja miała miejsce około 1000 roku naszej ery, podczas której do atmosfery wydostało się 11 km³ materiału piroklastycznego. Szacuje się, że siła wybuchu odpowiadała 6 stopniom w skali eksplozywności erupcji wulkanicznych. W wyniku tej erupcji powstał krater o średnicy 4 km. Ostatnia poważna aktywność wulkanu miała miejsce w latach 1870–1875. Rozpoczęła się 23 lutego 1870 roku i miała charakter wybuchowo-wylewny. Na okres dwóch lat utworzyła się rzeka lawy o długości 7,7 km. 20 marca 1875 roku chmura popiołu osiągnęła 15 km wysokości. Siła erupcji została oceniona na 3 stopnie w skali eksplozywności erupcji wulkanicznych.